# Antonio María Biedma Recalde
Antonio María Biedma Recalde (* 24. März 1897 in Buenos Aires; † 1974 ebenda) war ein argentinischer Journalist und Luftfahrt-Historiker. Seine Arbeiten widmeten sich hauptsächlich dem Studium der nationalen und internationalen zivilen Luftfahrt.
Er war Herausgeber von zahlreichen Publikationen, wie der Serie Biblioteca Aeronáutica und dem Magazin Aviación. In der Schrift Crónica histórica de la Aeronáutica Argentina fasste er die Arbeiten seines Lebens zusammen. Als er starb, wurde seine Sammlungen und Werke (rund 548 Datensätze) der Biblioteca Nacional de Aeronáutica gespendet.

## Schriften (Auswahl)
- Antecedentes de la Aeronáutica Militar Argentina (1914)
- Orígenes de la Aviación Militar Argentina (1920)
- La Aviación Civil Amenazada (1926)
- Motores de Aviación  (1935)
- La Enseñanza del Vuelo (1936)
- La aeronáutica argentina en el siglo pasado (1936)
- Aerostación (1939)
- Aeropuertos (1932)
- Reglamentos, decretos, resoluciones de interés general (1935)
- Crónica histórica de la aeronáutica argentina – Band 2 (1969)